# Берёзовец (Кадыйский район)
Берёзовец — деревня в Кадыйском районе Костромской области. Входит в состав Чернышевского сельского поселения.

## География
Находится в юго-восточной части Костромской области на расстоянии приблизительно 22 км на юг по прямой от районного центра поселка Кадый на правобережье реки Нёмда.

## Население
Постоянное население составляло 15 человек в 2002 году (русские 93 %), 3 в 2022.